# Acragas
Acragas Simon, 1900 è un genere di ragni appartenente alla famiglia Salticidae.

## Etimologia
Il nome deriva dall'antico nome greco della città di Agrigento, Ἀκράγας, Akrágas.

## Distribuzione
Le 20 specie note di questo genere sono diffuse in America centrale e meridionale, in particolare in Brasile, Panama e Venezuela.

## Tassonomia
A maggio 2010, si compone di 20 specie:
- Acragas carinatus Crane, 1943 — Venezuela
- Acragas castaneiceps Simon, 1900 — Brasile
- Acragas erythraeus Simon, 1900 — Brasile
- Acragas fallax (Peckham & Peckham, 1896) — Panama
- Acragas hieroglyphicus (Peckham & Peckham, 1896) — dal Messico a Panama
- Acragas humaitae Bauab & Soares, 1978 — Brasile
- Acragas humilis Simon, 1900 — Brasile
- Acragas leucaspis Simon, 1900 — Venezuela
- Acragas longimanus Simon, 1900[2] — Brasile
- Acragas longipalpus (Peckham & Peckham, 1885) — Guatemala
- Acragas mendax Bauab & Soares, 1978 — Brasile
- Acragas miniaceus Simon, 1900 — Perù, Brasile
- Acragas nigromaculatus (Mello-Leitão, 1922) — Brasile
- Acragas pacatus (Peckham & Peckham, 1896) — America centrale
- Acragas peckhami (Chickering, 1946) — Panama
- Acragas procalvus Simon, 1900 — Perù
- Acragas quadriguttatus (F. O. P.-Cambridge, 1901) — dal Messico a Panama
- Acragas rosenbergi Simon, 1901 — Ecuador
- Acragas trimaculatus Mello-Leitão, 1917 — Brasile
- Acragas zeteki (Chickering, 1946) — Panama